# 津屋崎飛行場
津屋崎飛行場（つやざきひこうじょう）は福岡県宗像郡津屋崎町（現・福岡県福津市津屋崎および宮司）に存在していた大日本帝国陸軍の秘匿飛行場。アメリカ軍にはFukuma Airfield（福間飛行場）として認識されていた。

## 概要
本土決戦の特別攻撃を任務とするため、全国各地に急遽建設された秘匿飛行場の1つである。福岡県内には津屋崎の他に甘木（陸軍）・春日（海軍）・直方（海軍）の存在が確認されているが、津屋崎を含め、いずれも実際に使用された記録はない。

### 九州国防訓練場
現在の福岡県道502号玄海田島福間線が通る真光寺北側一帯（後の宮司・津屋崎・在自地域）の113ヘクタールほどのエリアは九州国防訓練場が存在する松林だった。
1942年（昭和17年）の暮れ、ガダルカナル島の戦いにより戦局が厳しくなった情勢下で新聞社が「九州の青少年を集め、高射砲、落下傘、グライダー、戦車、機動船などの軍事訓練をさせて戦力にしよう」と社告を行った。これにより一般から募金300万円、津屋崎町からの寄付20万円などが集まり、用地買収・整地・設備建設（兵舎2棟・炊事場・浴場など）が行われた。また、当時の三菱財閥でもこの国防訓練場の建設に関する寄付が議題に上ったとの記録も残っている。1944年（昭和19年）12月に国防訓練場は開場し、地元を始め各地の青少年約3000人が訓練に参加し、落下傘部隊降下演習などが実施された。
しかしながら、戦局が悪化したことで1945年（昭和20年）4月、陸軍の希望で献納され、本土決戦に備える陸軍の秘匿飛行場に転換された。

### 秘匿飛行場として
秘匿飛行場は幅30m×長さ600mの滑走路を基本としていたとされるが、津屋崎飛行場が公式にどのような滑走路を持っていたかは不明である。ただし、アメリカ軍の資料には以下のような記載がある。
この記述ならびに同資料巻末の航空写真によれば、北西/南東の方向の滑走路および南北の滑走路の2本が存在しており、斜めに交差していた。

## 戦後と現在
福間町（現在の福津市）上西郷には陸軍の航空補給廠があり、周辺の山腹の地下弾薬庫には大量の爆弾や爆薬が貯蔵されていた。1945年（昭和20年）9月には占領軍からの指令により、町役場が復員軍人を集めて爆弾・爆薬の処理を行わせていたが、その一部は津屋崎飛行場跡に溝を掘り、その中に投棄して焼却処分したという。
跡地には新聞社が保健婦養成のためのヘルスセンター「西日本保健文化協会」の設置を計画した。一方で国は農地改革の一環として、旧軍用地を食糧増産の開墾地として払い下げを進めており、飛行場跡は旧地主・買収された農家・食糧難の一般町民245人に払い下げられた。この際、新聞社がヘルスセンター用として了解を得ていた、跡地の南西端にある約20ヘクタールの土地と建物の扱いが問題となった。
当時、占領軍（GHQ）によって命じられた学制改革に伴い、新制中学の設置が決定していた。新制中学「津屋崎中学校」を共同運営することになっていた津屋崎町・福間町・勝浦村・神輿村の4町村は用地を購入する財源がなかったため、このヘルスセンター用の土地に関して、10年間の一時使用や払い下げを国に申請した。さらには日本基督教団津屋崎教会が「保健文化協会は1年間土地と建物を占有しているが、事業を起こしそうもない」として、ヘルスセンター用の土地のうち1.2ヘクタールおよび建物を教会の幼稚園・農村教化施設のために一時使用などを申請した。4町村は教会に対し、「許可が下りれば3エーカーの土地と建物を渡す」と密約を交わし、4町村・教会対新聞社（ヘルスセンター）の対立構造となった。教会の宣教師が福岡のアメリカ軍政部や財務局に積極的に出向き、新聞社側の書類不備を指摘するといった説得を行い、最終的には軍政部によって4町村・教会側の主張が認められた。新聞社側もGHQの人物を現地に招いてヘルスセンターへの協力を呼びかけてもらうなどしたが、福岡の民間情報教育局（CIE）から土地を農民に返す厳命が出たことで4町村・教会側に敗北した。
こうして用地問題は一件落着した。新制津屋崎中学校は、当初の計画にあった4町村の組合による運営ではなく津屋崎町の単独運営（町立中学校）となり、勝浦村の塩浜区・奴山区、神輿村の手光区の生徒を両村からの教育委託により受け入れる形で開校した。
2021年現在で飛行場の遺構は見られないが、道路としてその区画の名残が見られる。